# コッレダーラ
コッレダーラ（イタリア語: Colledara）は、イタリア共和国アブルッツォ州テーラモ県にある、人口約2,200人の基礎自治体（コムーネ）。

## 地理

### 位置・広がり

#### 隣接コムーネ
隣接するコムーネは以下の通り。
- バシャーノ
- カステル・カスターニャ
- イーゾラ・デル・グラン・サッソ・ディターリア
- モントーリオ・アル・ヴォマーノ
- トッシーチャ

## 行政

### 分離集落
コッレダーラには、以下の分離集落（フラツィオーネ）がある。
- Bascianella, Capo di Colle, Castiglione della Valle, Chiovano, Collecastino, Villa Ilii, Ornano Grande, Ornano Piccolo, Pantani, Pizzicato, Sbarra, Vico, Villapetto